# Gardekirche

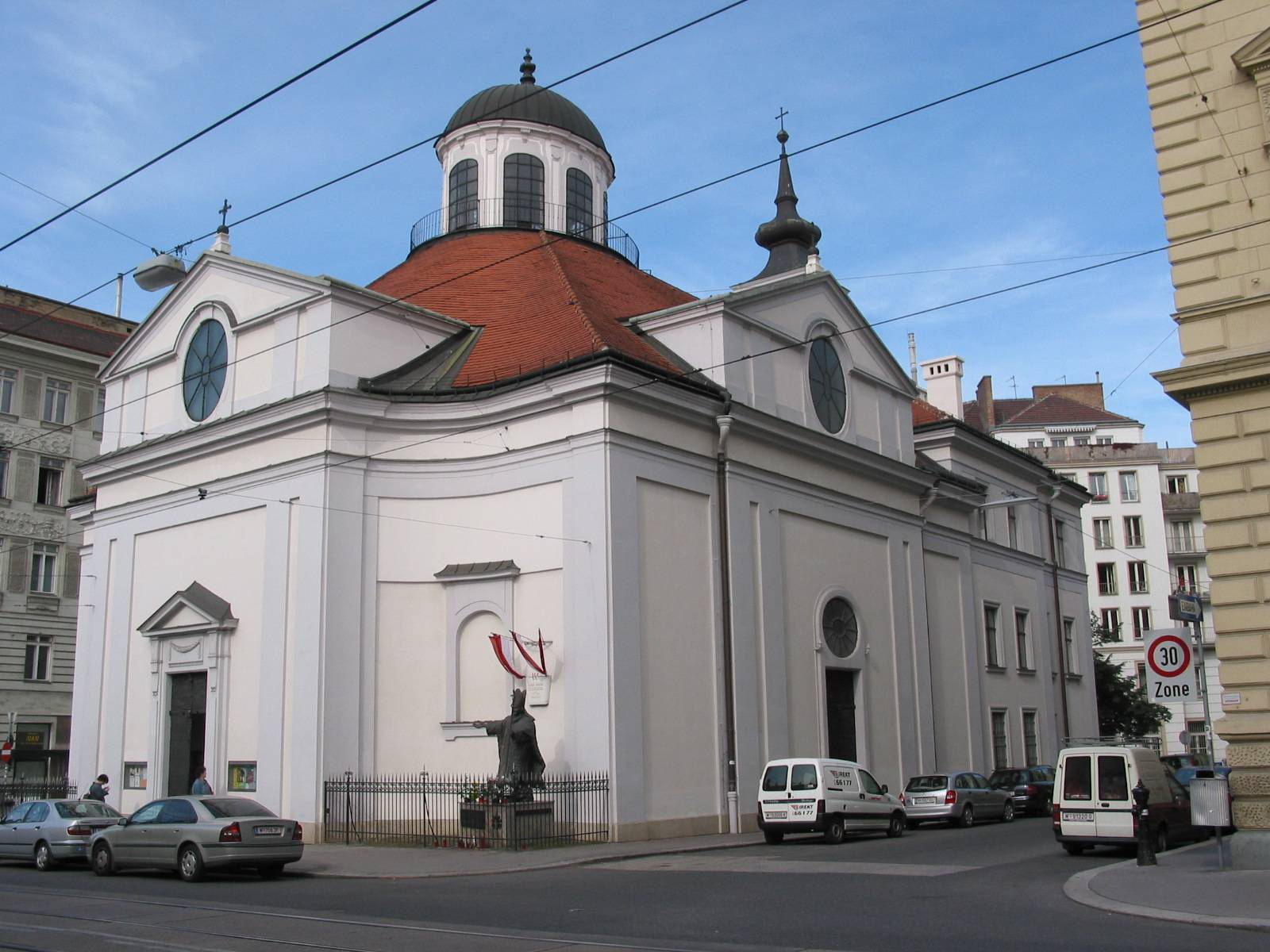
Vue de la Gardekirche depuis le Rennweg.

La Gardekirche (« Église de la garde »), ou « Église des résurrectionnistes en l'honneur du Sauveur crucifié », est une église viennoise se trouvant au Rennweg 5a dans le 3e arrondissement de Vienne. L'édifice central, de style classique avec une décoration intérieure de style rococo (classicisme baroque joséphin), est considéré comme l'une des œuvres principales de l'architecte autrichien Nicolò Pacassi.

## Histoire
Dans le cadre de l'emménagement d'un hôpital impérial sur le Rennweg (de), la construction d'une église qui en dépendrait fut décidée. Construite de 1755 à 1763 sous la direction de Nicolò Pacassi, l'église fut consacrée en 1763. En 1782, l'empereur Joseph II supprima l'hôpital et installa la garde (de) polonaise dans ses locaux. Depuis, l'église porte le nom d'« Église de la garde » (Gardekirche). En 1803, l'oratoire de l'église a été transformé en appartement. En 1890, le bâtiment de l'hôpital impérial a été en grande partie démoli et le reste, y compris l'église, a été remis aux résurrectionnistes polonais en 1897. Depuis lors, l'église accueille des messes en polonais, et joue pour ainsi dire le rôle d'« église polonaise » de Vienne.
En 1898, l'église et les bâtiments attenants sont rénovés et agrandis par Richard Jordan, qui fait également rehausser le clocher. En 2001, en souvenir des trois visites du pape Jean-Paul II en Autriche, un monument le représentant a été érigé sur le côté du portail de l'église.

## Intérieur

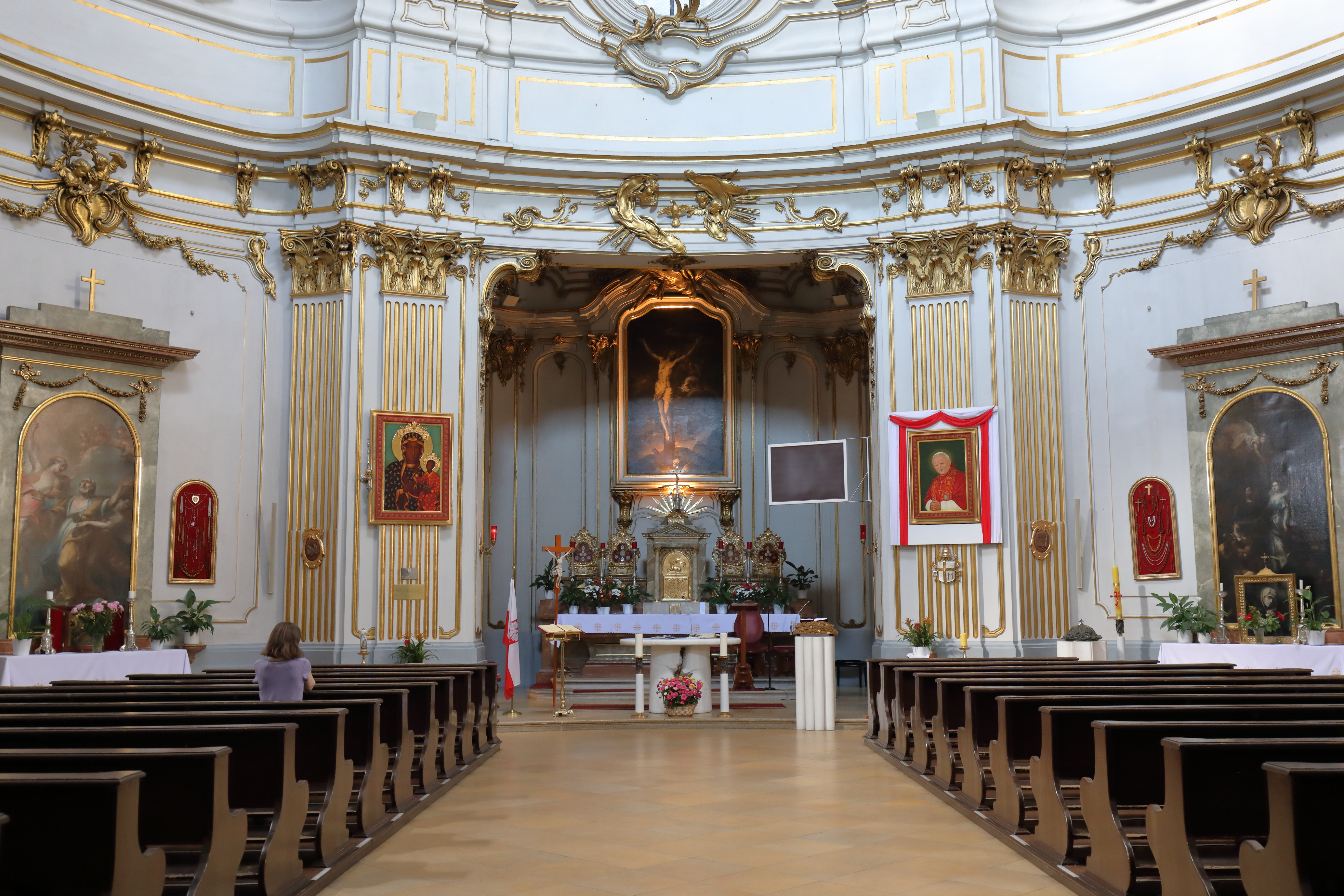
Intérieur de la Gardekirche.

L'intérieur de l'église consiste en un espace ovale avec un chœur à peu près transversal et deux pièces annexes. Les décorations de style rococo sont blanches et dorées et centrées sur la coupole ovale. Le tableau du maître-autel, représentant le Christ en croix, est une œuvre de Peter Strudel. À côté, il y a deux autels latéraux dans des cadres de retables simples et marbrés. Le tableau d'autel latéral gauche montre la mort de saint Joseph ; il a été réalisé avant 1742 et est signé Ignaz D. Heinitz ; celui de droite est probablement italien, représente Sainte Elisabeth, et date du milieu du XVIIe siècle. Dans la sacristie se trouvent une pietà de la deuxième moitié du XVIIe siècle ainsi qu'un crucifix en bois du milieu du XVIIIe siècle.